# Shoulao

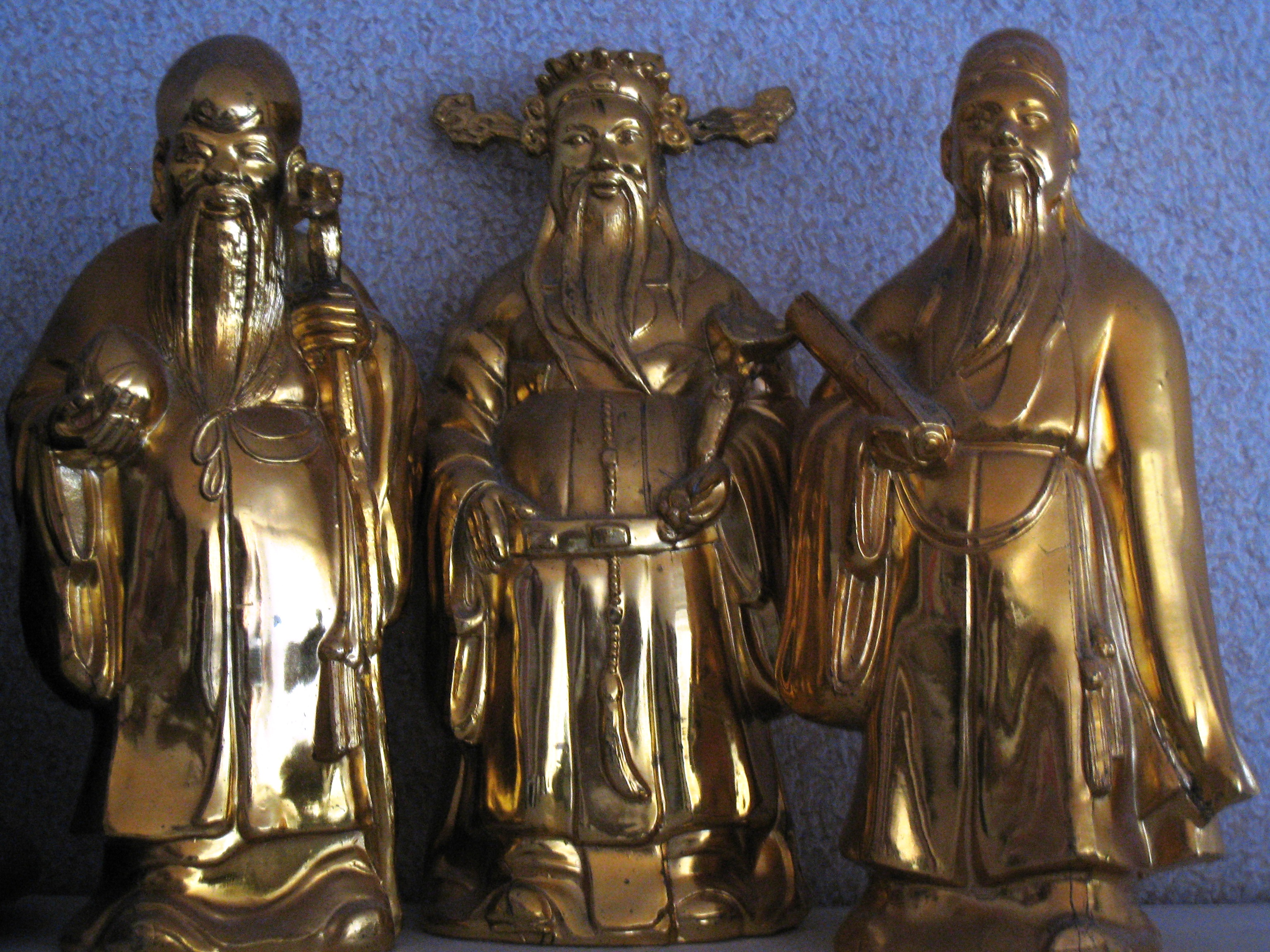
Shoulao, Luxing och Fuxing

Shouxing (寿星; 壽星; Shòuxīng) eller Shoulao (寿老; 壽老; Shòulǎo) eller Jurojin eller Den gamla mannen från sydpolen är i kinesisk mytologi det 'Långa livets gud' och en av de tre lyckobringande gudarna Fu, Lu och Shou.
Shouxing är associerad med stjärnan Canopus. Vanligen representerad av en äldre man, med en ung mans ansikte. Han visualiseras ofta med hög panna (som representerar visdom) och långt vitt skägg bärande på en stav och en persika (som representerar långt liv). Han kommer från Xi Wangmus magiska trädgård där frukterna för långt liv (persikorna) växer.
Han benämns även 'Den gamla mannen från sydpolen'. Gudomen identifieras med stjärnbilden Arcturus, och när stjärnbilden är synlig är det fred på jorden.
Inom den japansk mytologi är han av de sju lyckobringande gudarna (Shichifukujin).